# انعدام المني
انعدام المني (بالإنجليزية: Aspermia)‏ هو الفقدان التام للمني، وينتج عن عقم.
أحد أسباب انعدام المني هو القذف الرجوعي والذي قد يكون سببه الإفراط في استخدام العقاقير أو بسبب جراحة البروستات.
من الأسباب الأخرى انسداد القناة الدافقة والذي قد يتسبب بفقدان تام للمني أو قلة تركيز النطف (قلة النطاف)، في هذه الحالة سيحتوي المني على سوائل البروستات فقط التي ستجري نحو منفذ القناة الدافقة.